# Verrucosa zebra
Verrucosa zebra là một loài nhện trong họ Araneidae.
Loài này thuộc chi Verrucosa. Verrucosa zebra được Eugen von Keyserling miêu tả năm 1892.